# Качурка сиза
Качурка сиза (Oceanodroma furcata) — вид морських буревісникоподібних птахів родини качуркових (Hydrobatidae).

## Поширення
Вид поширений на півночі Тихого океану. В сезон розмноження утворює гніздові колонії на дрібних скелястих островах вздовж узбережжя Каліфорнії, Орегону, Вашингтону, Британської Колумбії, Аляски, Алеутських островів та Камчатки. Загальна популяція виду оцінюється у 6 млн птахів.

## Опис
Птах завдовжки до 20,6 см. Голова, спина, крила, груди темно-сірі. Лоб темно-коричневий. Горло, черево та крижі світло-сірі. Хвіст та махові пера чорні. Дзьоб чорний.

## Спосіб життя
Живе і харчується у відкритому морі. Полює на ракоподібних, невеликих рибок, головоногих і планктон. Розмножуватися починає у віці 4-5 років. Спаровування відбувається в березні. Гніздиться численними колоніями. Гніздо облаштовує на голій скелі. У гнізді єдине біле яйце. Насиджують обидва батьки.